# کله‌نو
کله‌نو یکی از روستاهای استان آذربایجان شرقی است که در دهستان آتش بیگ قرانقو بخش نظرکهریزی شهرستان هشترود واقع شده‌است.این روستا ۴۵ خانوار و۲۳۰نفر جمعیت دارد.